# William Douglas le Hardy (seigneur de Douglas)
 William Douglas le Hardy (mort dans la tour de Londres le 9 novembre 1298) est un chevalier écossais qui fut  seigneur de Douglas et à l'origine du  Clan Douglas

## Origine
William Douglas est peut-être le 2e des fils et l'homonyme de, William, seigneur de Douglas, (mort vers 1270/74) qui hérite 
de la seigneurie de Douglas et du manoir de Fawdon dans le Northumberland que son père avait fait édifier. William est encore  jeune en 1256, lorsque l'on commence à lui attribuer son surnom de le Hardy.  Vers  1267, il est plusieurs fois blessé en défendant les domaines de son père

## Biographie
William Douglas n'est pas mentionné lors de la Grande Cause en 1291–1292, sauf lorsqu'il jure fidélité à  Édouard Ier d'Angleterre comme suzerain de l'Écosse (anglais lord paramount) près de Dunbar le 5 juillet 1291. Pendant ces deux années, lorsque trois des hommes de Jean Balliol se présentent au château de Douglas, William les jette dans le cachot, du donjon en décapite un, en laisse mourir un autre, et très imprudemment, laisse le troisième s'échapper et revenir auprès de Balliol, désormais devenu roi. Douglas est condamné à une amende pour son absence lors du premier Parlement du roi Jean Balliol en février 1293, mais il assiste à la réunion du Parlement d'août 1293 pour rendre compte de ses méfaits. En effet vers 1292, il avait refusé de remettre son « terce » (ou la portion de veuve) à sa mère et, lorsqu'elle réussit à engager une action en justice contre lui, il se saisit des fonctionnaires du Justiciar qui étaient venus de Lanark au château de  Douglas pour percevoir des dommages-intérêts de 140 merks et  livrer la saisine à la dame . Il les détient toute une nuit, et promet de les relâcher, ce qu'il tarde à faire prétextant qu'il avait besoin de temps pour réunir l'argent
Quelle que soit l’amende infligée à ce fauteur de troubles, il n’en est pas moins chargé du commandement du château de Berwick en 1295, par le conseil qui ordonne au roi Jean Balliol de résister à Édouard Ier. Lorsque la cité tombe rapidement entre les mains de l'armée d'invasion du roi d'Angleterre le 30 mars 1296, la garnison du château, composée de 200 personnes, se rend pour obtenir la vie sauve ,éviter les mutilations et conserver ses terres et ses biens. Douglas doit cependant, rester attaché à la suite d'Édouard Ier jusqu'à la fin de la campagne. Le 10 juin 1296 il jure fidélité au roi anglais. Il est le 4e des grands magnats rebelles à le faire et le 28 août, ses terres lui restaurées. Le 24 mai 1297, il est invité, avec d'autres barons, à « entendre et à obéir aux agents du roi en Écosse » et sans aucun doute,  surtout à se joindre à Édouard qui prépare une campagne en France. La menace de ce service militaire à l'étranger a peut-être été le facteur qui pousse Douglas, avant la fin du mois de mai, à rejoindre au soulèvement de William Wallace en attaquant le Justiciar du roi à Scone. Robert Bruce, comte de Carrick et futur roi Robert Ier, pour prouver sa loyauté au roi, ravage le Douglasdale et s'empare de la femme et des enfants de William, mais il organise rapidement sa propre rébellion avec  James Stewart le Grand Sénéchal  et William Douglas, probablement pour libérer sa famille, les suit, à la fois dans leur rébellion mais aussi dans leur soumission à Irvine le 7 juillet 1297. 
Abandonné aux Anglais par ses alliés, Douglas est emmené à Berwick et, «très sauvage et très emporté», il est emprisonné dans le château de la cité et chargé de chaînes.Son geôlier  supplie le roi « qu’il ne soit pas libéré, sans profit ni influence », et il est effectivement transféré dans le sud du pays après la défaite anglaise à la bataille du pont de Stirling en septembre. À partir du 13 octobre 1297, il est prisonnier dans la tour de Londres, assisté d'un seul valet, jusqu'à sa mort, le 9 novembre 1298. Le récit  du The Brus de John Barbour selon lequel Édouard Ier l'aurait fait empoisonner, après avoir passé quatre jours à lui proposer la vie sauve contre son ralliement doit être considéré comme une légende;  mais Édouard Ier accorde certainement les domaines de de Douglas à Sir Robert Clifford, peut-être de son vivant même. C’était une fin assez lamentable à la carrière de William Douglas, caractérisée par l'opportunisme politique et la violence physique.

## Union et descendance
William Douglas épouse en premières noces, Elisabeth, fille d'Alexandre Stuart et sœur 
James Stuart respectivement 4e et 5e  Grands Sénéchaux d'Écosse, qui lui donne un fils: 
- James Douglas, connu ensuite sous le nom de  Douglas le Noir  (anglais: Black Douglas), qui montre la même rudesse et détermination que son père mais qui la tempère par un incontestable habilité militaire. De son fils illégitime Archibald Douglas le Hideux sont issus les Black Douglas, comte de  Douglas jusqu’à leur forfaiture en 1455[1].

Avant 1288, alors qu'il est veuf, William Douglas enlève à Tranent dans l' Haddingtonshire, Éléonore de Lovaine, le veuve de William de Ferrers,second fils de William de Ferrers, 5e comte de Derby qui se trouvait en Écosse afin de recevoir la saisine du tiers du 6e de  seigneurie de Galloway qui lui revenait de son défunt mari Ferrers. Incarcéré à château de Leeds dans le Kent en 1290, Douglas est condamné à une amende de 100 £ le 18 février 1291 pour avoir contraint la dame au mariage. De cette second union il laisse deux fils
- Archibald Douglas , ancêtre de la lignée  « Douglas Rouge » , futurs comte d’Angus, ducs de Hamilton[1].
- Hugh Douglas, chanoine de la  Cathédrale Saint-Mungo de Glasgow.